# Catharina Sforza
Catharina Sforza (født 1462, død 28. maj 1509) var en uægte datter af Milanos hersker, hertug Galeazzo Maria Sforza. Hun blev hertuginde af Forlì og Imola.